# Upper Denby
Upper Denby är en by i Kirklees i West Yorkshire i England. Byn är belägen 27,5 km 
från Leeds. Orten har 697 invånare (2016).